# Octave Dayen

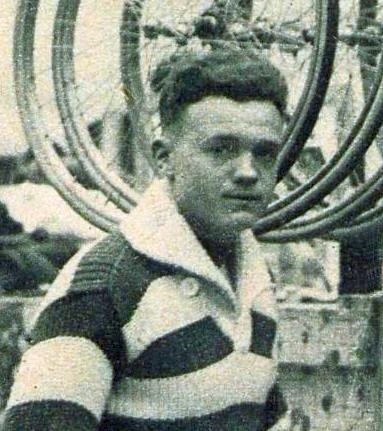
Octave Dayen

Octave Alfred Dayen (* 6. Juni 1906 in Parsac; † 14. September 1987 ebenda) war ein französischer Radrennfahrer und Weltmeister.
1926 wurde Octave Dayen in Turin Weltmeister im Straßenrennen der Amateure. 1928 startete er bei den Olympischen Spielen in Amsterdam in drei Disziplinen: Im Einzel-Straßenrennen wurde er 23., in der Mannschaftswertung Siebter. Im Zeitfahren auf der Bahn wurde er Vierter, ebenso in der Mannschaftsverfolgung.
1929 wurde Dayen Profi und bestritt vor allem Sechstagerennen sowie andere Wettbewerbe im Zweier-Mannschaftsfahren. Er startete bei 20 Sechstagerennen, von denen er zwei gewann, 1929 in Paris und 1930 in Marseille, beide mit André Raynaud.